# Putnok
Putnok is een plaats (város) en gemeente in het Hongaarse comitaat Borsod-Abaúj-Zemplén. Putnok telt 7618 inwoners (2001).